# Боловенешть (Арджеш)
Боловенешть, Боловенешті (рум. Bolovănești) — село у повіті Арджеш в Румунії. Входить до складу комуни Мушетешть.
Село розташоване на відстані 139 км на північний захід від Бухареста, 42 км на північ від Пітешть, 124 км на північний схід від Крайови, 83 км на південний захід від Брашова.

## Населення
За даними перепису населення 2002 року у селі проживали 3 особи.